# هيرب هاموند
هيرب هاموند (بالإنجليزية: Herb Hammond)‏ هو لاعب هوكي الجليد أمريكي، ولد في 5 ديسمبر 1939 في بوسطن في الولايات المتحدة، وتوفي في 23 يوليو 2009.

## وصلات خارجية
- هيرب هاموند على موقع HockeyDB.com (الإنجليزية)